# Yeh Chen
Yeh Chen (chiń. trad. 葉澄; pinyin Yè Chéng) – tajwański brydżysta z tytułem World Life Master w kategorii Open (WBF).

## Wyniki brydżowe

### Olimpiady
Na olimpiadach uzyskał następujące rezultaty:
| Olimpiady brydżowe. Zawody teamów | Olimpiady brydżowe. Zawody teamów | Olimpiady brydżowe. Zawody teamów | Olimpiady brydżowe. Zawody teamów | Olimpiady brydżowe. Zawody teamów | Olimpiady brydżowe. Zawody teamów |
| Rok                               | Miejsce                           | Zawody                            | Kategoria                         | Drużyna                           | Pozycja                           |
| --------------------------------- | --------------------------------- | --------------------------------- | --------------------------------- | --------------------------------- | --------------------------------- |
| 2012                              | Lille                             | 2. Olimpiada Sportów Umysłowych   | Seniorzy                          | Chinese Taipei                    | 17                                |
| 2008                              | Pekin                             | 1. Olimpiada Sportów Umysłowych   | Open                              | Chinese Taipei                    | 41                                |

### Zawody światowe
W światowych zawodach zdobył następujące lokaty:
| Mistrzostwa Świata. Konkurencja teamów | Mistrzostwa Świata. Konkurencja teamów | Mistrzostwa Świata. Konkurencja teamów         | Mistrzostwa Świata. Konkurencja teamów | Mistrzostwa Świata. Konkurencja teamów | Mistrzostwa Świata. Konkurencja teamów |
| Rok                                    | Miejsce                                | Zawody                                         | Kategoria                              | Drużyna                                | Pozycja                                |
| -------------------------------------- | -------------------------------------- | ---------------------------------------------- | -------------------------------------- | -------------------------------------- | -------------------------------------- |
| 2012                                   | Lille                                  | 5 Otwarte Mistrzostwa Świata Teamów Mikstowych | Miksty                                 | Yeh Bros                               | 4                                      |
| 2008                                   | Pekin                                  | 1. Olimpiada Sportów Umysłowych                | Miksty                                 | Yeh Bros                               | 1                                      |
| 2007                                   | Szanghaj                               | 38. Mistrzostwa Świata Teamów                  | Trans                                  | Chen                                   | 104                                    |
| 2007                                   | Szanghaj                               | 38. Mistrzostwa Świata Teamów                  | Open                                   | Chinese Taipei                         | 16                                     |
| 2005                                   | Estoril                                | 37. Mistrzostwa Świata Teamów                  | Open                                   | Chinese Taipei                         | 19                                     |
| 2003                                   | Monte Carlo                            | 36. Mistrzostwa Świata Teamów                  | Trans                                  | Yeh                                    | 41                                     |

## Klasyfikacja
- Yeh Chen – klasyfikacja WBF (ang.)